# Worden (Oregon)
Worden az Amerikai Egyesült Államok északnyugati részén, Oregon állam Klamath megyéjében, a U.S. Route 97 mentén elhelyezkedő önkormányzat nélküli település.
A területet William S. Worden vásárolta meg az Oregon Eastern Railway vasútépítésének idején. A posta 1910-ben nyílt meg.
1990-ben kamionparkoló és kávézó volt itt.

## Fordítás
- Ez a szócikk részben vagy egészben  a   Worden, Oregon című angol Wikipédia-szócikk ezen változatának fordításán alapul.  Az eredeti cikk szerkesztőit annak laptörténete sorolja fel. Ez a jelzés csupán a megfogalmazás eredetét és a szerzői jogokat jelzi, nem szolgál a cikkben szereplő információk forrásmegjelöléseként.